# アジアHOTプレス!
『アジアHOTプレス!』（アジアホットプレス）は、2011年10月22日から2012年9月29日までTwellVで毎週土曜 21:00 - 22:00 (JST) に放送されていた情報番組・旅番組。全25回。

## 概要
観光ガイドブックには載っていないアジア各国（日本以外）の生活情報やエンターテインメント情報を取り扱っていた番組。
番組自体は毎週放送されていたものの、新作の放送に関しては隔週ペースであり、それ以外の週には1週前の回を再放送するというスタイルを採っていた。ただし、2011年11月5日放送分（第2回本放送）と11月12日放送分（第3回本放送）のような例外もある。新作の放送は2012年9月22日の初回放送をもって終了し、その翌週の再放送をもって番組自体も終了した。
この番組はTwellVのほか、2013年2月27日から札幌テレビでも放送されている。

## 出演者

### MC
- 渡辺真理

### 特別レポーター
- 高田純次

## スタッフ
- 構成：コバヤシマナブ、渡邊健一
- CG：前川陽介
- 宣伝：沼生祐介、池澤洋子
- 広報：西岡理紗、中村香、市川裕一、井上晴之介
- 技術協力：オムニバス・ジャパン、八峯テレビ
- 制作デスク：鳥井佳代子
- AD：山中美香、井上佳央璃
- ディレクター：大谷卓、阿部裕一郎、演出：武島義之、萩野繁
- プロデューサー：古賀憲一、石岡茂雄
- 編成：浅井洋一、鎌田雄介
- 製作著作：TwellV、D:COMPLEX

## コーナー
高田純次の「アジアぶらぶら」
高田が甚平を羽織ってアジア各国の名所を散策し、現地の生活情報をリポートしていたコーナー。公式サイトでの番組紹介によれば、2012年10月から同じくTwellVで放送されている『高田純次のアジアぷらぷら』はこのコーナーから派生した番組とのことである。
渡辺真理の「クローズUPアジア」
渡辺が日本国内にあるアジア料理店やアジアで店を営む日本人を紹介していたコーナー。
エンターテイメントINアジア
アジア各国のエンターテインメント情報を紹介していたコーナーで、現地の芸能雑誌編集長が推薦するアーティストや映画を主に紹介していた。
HOTトピックス
アジア各国の生活情報を紹介していたコーナーで、アジア在住の日本人が推薦する店を主に紹介していた。

## 放送局
| 放送対象地域 | 放送局       | 系列           | 放送日時                                                                         | 備考                                      |
| ------------ | ------------ | -------------- | -------------------------------------------------------------------------------- | ----------------------------------------- |
| 日本全域     | TwellV       | BSデジタル放送 | 土曜 21:00 - 22:00 （2011年10月 - 2012年9月）                                    | 製作局 新作の放送は隔週ペース（例外あり） |
| 北海道       | 札幌テレビ   | 日本テレビ系列 | 水曜 25:33 - 26:03 （2013年2月 - 2013年3月） 水曜 25:34 - 26:04 （2013年4月 - ） | 毎週放送                                  |
| 栃木県       | とちぎテレビ | 独立局         | 月曜 19:00 - 19:30 （2013年6月 - ）                                              | 毎週放送                                  |
| 岩手県       | テレビ岩手   | 日本テレビ系列 | 金曜 15:55 - 16:25 （2013年11月 - ）                                             | 毎週放送                                  |